# Daniel Wallentin
Daniel Bertil Mikael Wallentin, född 27 maj 1981, är en svensk filmregissör som är mest känd för filmatiseringen av Jonas Hassen Khemiris roman Ett öga rött (2003).  
Daniel Wallentin utbildade sig på Dramatiska Institutets regilinje 2001-2004. Wallentin kommer ursprungligen från Leksand i Dalarna och bor numera i Falun, där han är verksamhetschef på Film i Dalarna. Två av hans filmer har vunnit pris. 2004 fick han 1km Film Award för Kung Konrad. 2005 fick han Jameson Short Film Award för Mebana.

## Filmografi (urval)
- En saga om Liv (2001)
- 2003 – Berglunds begravningar (TV-serie)
- Kom tillbaka (2004)
- Kung Konrad (2004)
- Mebana (2005)
- 2007 – Ett öga rött
- Meteoren (2010)